# Coreini
Tribu
Les Coreini sont une tribu d'insectes hémiptères du sous-ordre des hétéroptères (punaises), de la famille des Coreidae et de la sous-famille des Coreinae.

## Systématique
- La tribu a été décrite par l'entomologiste britannique William Elford Leach en 1815[1].
- Le genre type pour cette tribu est Coreus (Fabricius, 1794).

### Synonymie
- Corearia (Leach, 1815) [2]
- Coreida (Leach, 1815) [3]
- Syromastides (Amyot & Serville, 1843)
- Syromastini (Syromastoidae) Amyot & Serville, 1843 [4]
- Spathocerini (Spathocériens) Mulsant & Rey. 1870[5]* Atractaria Stål, 1872 [6]
- Atractini Stål, 1872 [6]
- Centroscelini (Centroscelidae) Lethierry & Severin. 1894[7]
- Spathoceraria Oshanin. 1906[8]

### Taxinomie
Liste des genres
- Centrocoris Kolenati, 1845
- Centroplax Horváth, 1932
- Cercinthinus Kiritshenko, 1916
- Cercinthus Stål, 1860
- Coreus Fabricius, 1794
- Enoplops Amyot & Serville, 1843
- Eretmophora Stein, 1860
- Haidara Distant, 1908
- Haploprocta Stål, 1872
- Oannes Distant, 1911
- Spathocera Stein, 1860
- Syromastus Berthold, 1827